# Sondage
Die Sondage (deutsch: Probeschnitt oder Grabungssondage) ist ein archäologisches Verfahren zur Abklärung (u. a. von Schichtfolgen) bei der Voruntersuchung eines zur Ausgrabung anstehenden Terrains. 
Dabei werden verteilt über die Fläche mehrere Probegrabungen, möglichst bis auf den „gewachsenen Boden“ herunter, durchgeführt. Deutlich erkennbare Schichten (ggf. durch Hiatus oder Brandhorizonte erzeugt) ermöglichen einen ersten Überblick, und dabei gemachte Einzelfunde lassen sich in günstigen Fällen einer bestimmten Schicht zuordnen. Bei einer Sondage sind technische Arbeitsschritte wie das Einmessen des Schnittes besonders wichtig. 
Im übertragenen Sinne wird auch ein Umfrageverfahren Sondage genannt.